# Sinești, Iași
Sinești là một xã thuộc hạt Iași, România. Dân số thời điểm năm 2002 là 4260 người.